# Episodi de L'amica geniale (prima stagione)
La prima stagione della serie televisiva L'amica geniale (My Brilliant Friend in inglese), composta da otto episodi, è stata trasmessa in prima visione assoluta negli Stati Uniti d'America sul canale via cavo HBO dal 18 novembre al 10 dicembre 2018, in lingua originale sottotitolata in inglese.
In Italia, la stagione è stata trasmessa su Rai 1 e distribuita su TIMvision dal 27 novembre al 18 dicembre 2018, in lingua originale sottotitolata in italiano (solo per le parti in napoletano).
Il cast principale di questa stagione è formato da Elisa Del Genio, Ludovica Nasti, Gaia Girace, Margherita Mazzucco, Anna Rita Vitolo, Luca Gallone, Imma Villa, Antonio Milo, Valentina Acca, Antonio Buonanno, Dora Romano, Antonio Pennarella, Alessio Gallo, Nunzia Schiano. Alba Rohrwacher narra le vicende dal punto di vista di Elena Greco da adulta.
| nº | Titolo originale | Titolo inglese     | Prima TV USA     | Prima TV Italia  |
| -- | ---------------- | ------------------ | ---------------- | ---------------- |
| 1  | Le bambole       | The Dolls          | 18 novembre 2018 | 27 novembre 2018 |
| 2  | I soldi          | The Money          | 19 novembre 2018 | 27 novembre 2018 |
| 3  | Le metamorfosi   | The Metamorphoses  | 25 novembre 2018 | 4 dicembre 2018  |
| 4  | La smarginatura  | Dissolving Margins | 26 novembre 2018 | 4 dicembre 2018  |
| 5  | Le scarpe        | The Shoes          | 2 dicembre 2018  | 11 dicembre 2018 |
| 6  | L'isola          | The Island         | 3 dicembre 2018  | 11 dicembre 2018 |
| 7  | I fidanzati      | The Fiancés        | 9 dicembre 2018  | 18 dicembre 2018 |
| 8  | La promessa      | The Promise        | 10 dicembre 2018 | 18 dicembre 2018 |

## Le bambole
- Titolo inglese: The Dolls
- Diretto da: Saverio Costanzo
- Scritto da: Elena Ferrante, Francesco Piccolo, Laura Paolucci e Saverio Costanzo

### Trama
Elena Greco, una donna napoletana sessantenne, viene svegliata nella notte da una telefonata: si tratta di Rino Cerullo, figlio della sua migliore amica Lila, il quale le chiede dove sia finita la madre. Elena dice di non saperne niente e gli consiglia di non cercare più né lei né Lila. Poco dopo lo richiama chiedendogli di guardare nel suo armadio. Rino la informa che Lila ha portato via tutte le sue cose e che si è ritagliata via da tutte le foto di famiglia. Elena gli dice di arrangiarsi e riattacca il telefono. La donna, seduta alla sua scrivania, inizia a scrivere la storia della sua amicizia con Lila.
Elena, cresciuta nel Rione Luzzatti, un quartiere del sottoproletariato nella zona est di Napoli, conosce Lila in prima elementare e da subito nota quanto sia una bambina cattiva. La maestra Oliviero si complimenta spesso con Elena per la sua bravura, ma quando scopre che Lila sa già scrivere, ne rimane molto stupita e informa le alunne e la madre. Quando le viene chiesto chi le abbia insegnato a scrivere, la bambina risponde: "Io".
Qualche anno dopo, Elena e Lila ancora non si parlano da vere amiche, ma Elena è sempre più interessata a instaurare un rapporto con la compagna di classe. Un giorno, di ritorno da scuola, Elena è testimone della disperazione di Alfredo Peluso, padre della sua amica Carmela. Alfredo, un bravo falegname, inizia a insultare pubblicamente Don Achille Carracci, con cui si era indebitato fino a perdere la falegnameria, ora una salumeria di proprietà dello stesso Carracci. Tutti temono Don Achille, tranne i Solara, proprietari del Bar Solara e ambiziosi di diventare la famiglia più influente e ricca del rione. Arrivata a casa, Elena trova il suo palazzo pieno di visitatori per la veglia funebre del signor Cappuccio, che aveva lasciato la moglie Melina e i figli. Alla veglia compare anche la famiglia di Donato Sarratore, il quale è molto gentile con Melina. Elena nota Nino, primogenito di Donato, del quale è segretamente innamorata. Al funerale, Alfredo viene prelevato a forza da Don Achille e picchiato in strada. Mentre Elena si avvicina a Lila, al palazzo Melina perde la testa e inizia a fare dispetti a Giuseppina, la moglie di Donato, gelosa delle attenzioni dell'uomo.
Mentre le due donne iniziano a picchiarsi, Elena perde i sensi. A scuola, la maestra Oliviero e il maestro Ferraro organizzano una competizione tra la classe dei maschi e quella delle femmine. Oliviero sceglie come rappresentanti Elena e Lila, mentre Ferraro sceglie Nino Sarratore e Alfonso Carracci. Quest'ultimo sbaglia a rispondere ad alcune domande e Ferraro lo consola chiamando al suo posto Enzo Scanno, col quale dimostra un atteggiamento molto meno premuroso. Lila riesce a rispondere a molte domande e si guadagna l'ammirazione di Elena. Dopo la scuola, Lila ed Enzo hanno uno scontro in strada in cui si tirano delle pietre ed Elena decide di sostenere Lila. Quest'ultima viene ferita, ma decide di non denunciare Enzo. Elena, testimone dell'accaduto, non tradisce le sue volontà. Più tardi, Elena declina l'offerta di Nino di fidanzarsi. Un giorno, Elena scende in strada per giocare con Lila, ma la trova con Alfonso e Stefano Carracci. Quest'ultimo cerca di costringere Lila a scusarsi con Alfonso per averlo imbarazzato a scuola, ma la bambina si rifiuta e viene picchiata. Elena interviene e i due se ne vanno. Le due bambine giocano con le loro bambole e se le scambiano. Lila getta per scherzo la bambola di Elena in uno scantinato e quest'ultima fa lo stesso con quella di Lila. Le due, intenzionate a recuperarle, scendono nel buio della cantina, ma non trovano alcunché e si spaventano, pensando che le bambole siano state rubate da Don Achille. Tornate in superficie, le due bambine sono testimoni del trasloco della famiglia Sarratore a seguito del comportamento di Melina. Quest'ultima, disperata, getta pentole dalla finestra mentre i Sarratore si allontanano con i loro averi. Determinate a riavere le loro bambole, Elena e Lila prendono coraggio e vanno a bussare alla porta di Don Achille.
- Altri interpreti: Ciro Alario (Giocatore Bar Solara), Consiglia Aprovidolo (Condomina), Valentina Arena (Jolanda), Francesca Bellamoli (Carmela Peluso giovane), Francesca Bevilacqua (Terza figlia Peluso giovane), Gennaro Canonico (Alfredo Peluso), Emmanuel Castiello (Quarto figlio Cerullo giovanissimo), Francesco Catena (Pasquale Peluso giovane), Anna Cerchia (Condomina), Valentina Ceriello (Condomina), Pasquale Cerza (Uomo Nero), Fabiana Ciancio (Condomina), Marina Cioppa (Assunta Scanno), Marcello Coppola (Seconda figlia Scanno giovane), Antonella Corsale (Condomina), Domenico Cuomo (Antonio Cappuccio giovane), Alice D'Antonio (Gigliola Spagnuolo giovane), Evelina De Felice (Condomina), Ingrid Del Genio (Elena Greco giovanissima), Elisabetta De Palo (Elena Greco anziana), Chiara Di Costanzo (Condomina), Michele Di Costanzo (Pino Sarratore giovane), Pina Di Gennaro (Melina Cappuccio), Kristijan Di Giacomo (Stefano Carracci giovane), Loredana Di Martino (Condomina), Patrizia Di Martino (Rosa Spagnuolo), Antonio Di Nota (Giocatore Bar Solara), Sergio Dragonetti (Bidello della scuola elementare), Rachele Esposito (Condomina), Sarah Falanga (Maria Carracci), Giuseppe Gavazzi (Giocatore Bar Solara), Federica Guarino (Clelia Sarratore giovane), Valerio Laviano Saggese (Alfonso Carracci giovane), Gioele Maddi (Ciro Sarratore neonato), Cristina Magnotti (Marisa Sarratore giovane), Lucia Manfuso (Ada Cappuccio giovane), Sara Mauriello (Elisa Greco giovane), Vincenzo Merolla (Operaio di Don Achille senza dito indice), Giorgia Mongiello (Terza figlia Scanno), Alessandro Nardi (Nino Sarratore giovane), Emanuele Nocerino (Peppe Greco giovane), Francesco Nocerino (Terzo figlio Cappuccio giovane), Thomas Noioso (Gianni Greco giovane), Michela Anna Orlando (Quarta figlia Cappuccio giovane), Giovanni Antonio Parente (Terzo figlio Spagnuolo giovane), Carmen Pommella (Condomina), Ciro Pugliese (Nicola Scanno), Giuseppina Ranauro (Condomina), Maria Rita Roberto (Quarta figlia Peluso neonata), Mimmo Ruggiero (Signor Spagnuolo), Tommaso Rusciano (Rino Cerullo giovane), Fabrizia Sacchi (Lidia Sarratore), Giuseppe Sannino (Signor Cappuccio), Massimo Santoro (Parroco del rione), Adriano Tammaro (Michele Solara giovane), Alessio Theodoracchi (Secondo figlio Spagnuolo giovane), Giuliana Tramontano (Pinuccia Carracci giovane), Raffaele Tramontano (Terzo figlio Cerullo giovane), Vincenzo Vaccaro (Enzo Scanno giovane), Emanuele Valenti (Donato Sarratore), Vittorio Viviani (Maestro Ferraro), Simona Volpe (Proprietaria della merceria), Pietro Vuolo (Marcello Solara giovane), Lia Zinno (Giuseppina Peluso).
- Ascolti USA: telespettatori 242 000 – rating 18-49 anni 0,05%[2].
- Ascolti Italia: telespettatori 7 458 000 – share 28,1%[3].

## I soldi
- Titolo inglese: The Money
- Diretto da: Saverio Costanzo
- Scritto da: Elena Ferrante, Francesco Piccolo, Laura Paolucci e Saverio Costanzo

### Trama
Con i soldi ricevuti da don Achille – un arrogante tentativo di risarcire le bambine per la perdita delle bambole – Elena e Lila comprano Piccole Donne. Leggendolo e rileggendolo, se ne innamorano e decidono che da grandi scriveranno un libro insieme. Un sogno che si infrange presto: i genitori delle due bambine non hanno intenzione di farle studiare. Sono femmine e povere, non potranno più andare a scuola. Una decisione che le due non accettano. Ma se Elena riuscirà a convincere i suoi genitori, Lila – di origini ancora più umili dell'amica – fallirà nell'impresa. È allora che la bambina prova a scrivere da sola un racconto. Un'ulteriore prova di abilità che non serve però a convincere la sua famiglia. Qualcosa sta cambiando, intanto, nel Rione: hanno appena ucciso don Achille.
- Altri interpreti: Ciro Alario (Giocatore Bar Solara), Consiglia Aprovidolo (Condomina), Valentina Arena (Jolanda), Francesca Bellamoli (Carmela Peluso giovane), Francesca Bevilacqua (Terza figlia Peluso giovane), Gennaro Canonico (Alfredo Peluso), Michele Capone (Carabiniere semplice), Francesco Catena (Pasquale Peluso giovane), Anna Cerchia (Condomina), Valentina Ceriello (Condomina), Fabiana Ciancio (Condomina), Augusto Cimmino (Quarto figlio Cerullo giovane), Antonella Corsale (Condomina), Domenico Cuomo (Antonio Cappuccio giovane), Alice D'Antonio (Gigliola Spagnuolo giovane), Evelina De Felice (Condomina), Chiara Di Costanzo (Condomina), Kristijan Di Giacomo (Stefano Carracci giovane), Loredana Di Martino (Condomina), Patrizia Di Martino (Rosa Spagnuolo), Antonio Di Nota (Giocatore Bar Solara), Sergio Dragonetti (Bidello della scuola elementare), Rachele Esposito (Condomina), Sarah Falanga (Maria Carracci), Michele Gaudiello (Quarto figlio Peluso giovane), Giuseppe Gavazzi (Giocatore Bar Solara), Valerio Laviano Saggese (Alfonso Carracci giovane), Cristina Magnotti (Marisa Sarratore giovane), Lucia Manfuso (Ada Cappuccio giovane), Sara Mauriello (Elisa Greco giovane), Vincenzo Merolla (Operaio di Don Achille senza dito indice), Emanuele Nocerino (Peppe Greco giovane), Francesco Nocerino (Terzo figlio Cappuccio giovane), Thomas Noioso (Gianni Greco giovane), Carmen Pommella (Condomina), Ciro Pugliese (Nicola Scanno), Giuseppina Ranauro (Condomina), Tommaso Rusciano (Rino Cerullo giovane), Adriano Tammaro (Michele Solara giovane), Alessio Theodoracchi (Secondo figlio Spagnuolo giovane), Giuliana Tramontano (Pinuccia Carracci giovane), Raffaele Tramontano (Terzo figlio Cerullo giovane), Vincenzo Vaccaro (Enzo Scanno giovane), Vittorio Viviani (Maestro Ferraro), Simona Volpe (Proprietaria della merceria), Pietro Vuolo (Marcello Solara giovane), Lia Zinno (Giuseppina Peluso).
- Ascolti USA: telespettatori 128 000 – rating 18-49 anni 0,02%[4].
- Ascolti Italia: telespettatori 6 729 000 – share 30,8%[3].

## Le metamorfosi
- Titolo inglese: The Metamorphoses[5]
- Diretto da: Saverio Costanzo
- Scritto da: Elena Ferrante, Francesco Piccolo, Laura Paolucci e Saverio Costanzo

### Trama
Con la morte di don Achille Carracci, il Rione passa nelle mani dei Solara, la famiglia che gestisce il bar-pasticceria.
Il corpo di Elena, nel frattempo, sta cambiando: le cresce il seno, fioriscono i primi peli e il viso si riempie di brufoli. Rimasta senza la sua amica, Elena nella nuova scuola fa fatica a concentrarsi e prende brutti voti. Vorrebbe condividere questo suo malessere con Lila, ma la sua amica si fa vedere poco e rimane spesso a lavorare nel calzaturificio del padre: si è convinta che l'unico modo per non soccombere in un mondo violento e dove contano le famiglie potenti sia quello di fare i soldi. Eppure, anche se non va più a scuola, riesce a dare una mano con il latino a Elena, che alla fine delle scuole medie risulta la più brava della classe. Elena sembra destinata a una carriera scolastica di successo, ma quando il maestro Ferraro decide di premiare i lettori più assidui della biblioteca, Lila prende l'ennesima rivincita sull'amica, vincendo inaspettatamente il primo premio.
- Altri interpreti: Ciro Alario (Giocatore Bar Solara), Giovanni Amura (Stefano Carracci), Consiglia Aprovidolo (Condomina), Valeria Ascione (Insegnante delle scuole medie di Elena), Francesca Bellamoli (Carmela Peluso giovane), Francesca Bevilacqua (Terza figlia Peluso giovane), Giovanni Buselli (Enzo Scanno), Matteo Castaldo (Peppe Greco), Francesco Catena (Pasquale Peluso giovane), Anna Cerchia (Condomina), Valentina Ceriello (Condomina), Fabiana Ciancio (Condomina), Augusto Cimmino (Quarto figlio Cerullo giovane), Marina Cioppa (Assunta Scanno), Francesco Coraggio (Quarto figlio Cerullo), Antonella Corsale (Condomina), Fabrizio Cottone (Alfonso Carracci), Vincenzo Cuccurullo (Secondo figlio Spagnuolo), Domenico Cuomo (Antonio Cappuccio giovane), Alice D'Antonio (Gigliola Spagnuolo giovane), Evelina De Felice (Condomina), Gennaro De Stefano (Rino Cerullo), Chiara Di Costanzo (Condomina), Pina Di Gennaro (Melina Cappuccio), Kristijan Di Giacomo (Stefano Carracci giovane), Loredana Di Martino (Condomina), Patrizia Di Martino (Rosa Spagnuolo), Antonio Di Nota (Giocatore Bar Solara), Giuseppe Donnarumma (Terzo figlio Cerullo), Sergio Dragonetti (Bidello della scuola elementare), Elvis Esposito (Marcello Solara), Sarah Falanga (Maria Carracci), Sara Fedele (Seconda figlia Scanno), Cristina Fraticola (Elisa Greco), Michelle Gaudiello (Quarta figlia Peluso giovane), Giuseppe Gavazzi (Giocatore Bar Solara), Christian Giroso (Antonio Cappuccio), Rosaria Langellotto (Gigliola Spagnuolo), Valerio Laviano Saggese (Alfonso Carracci giovane), Lucia Manfuso (Ada Cappuccio giovane), Alessandro Manna (Terzo figlio Spagnuolo), Sara Mauriello (Elisa Greco giovane), Ulrike Migliaresi (Ada Cappuccio), Giorgia Mongiello (Terza figlia Scanno), Emanuele Nocerino (Peppe Greco giovane), Francesco Nocerino (Terzo figlio Cappuccio giovane), Raffaele Nocerino (Gianni Greco), Thomas Noioso (Gianni Greco giovane), Michela Anna Orlando (Quarta figlia Cappuccio giovane), Riccardo Palmieri (Gino), Giovanni Antonio Parente (Terzo figlio Spagnuolo giovane), Francesca Pezzella (Carmela Peluso), Sofia Piccirillo (Terza figlia Peluso), Carmen Pommella (Condomina), Ciro Pugliese (Nicola Scanno), Mimmo Ruggiero (Signor Spagnuolo), Tommaso Rusciano (Rino Cerullo giovane), Massimo Santoro (Parroco del rione), Eduardo Scarpetta (Pasquale Peluso), Federica Sollazzo (Pinuccia Carracci), Chiara Stella (Quarta figlia Peluso), Matteo Taurino (Terzo figlio Cappuccio), Alessio Theodoracchi (Secondo figlio Spagnuolo giovane), Giuliana Tramontano (Pinuccia Carracci giovane), Raffaele Tramontano (Terzo figlio Cerullo giovane), Vincenzo Vaccaro (Enzo Scanno giovane), Vittorio Viviani (Maestro Ferraro), Simona Volpe (Proprietaria della merceria), Ilenia Zanfardino (Quarta figlia Cappuccio), Lia Zinno (Giuseppina Peluso).
- Ascolti USA: telespettatori 244 000 – rating 18-49 anni 0,05%[6].
- Ascolti Italia: telespettatori 7 302 000 – share 28,5%[7].

## La smarginatura
- Titolo inglese: Dissolving Margins[8]
- Diretto da: Saverio Costanzo
- Scritto da: Elena Ferrante, Francesco Piccolo, Laura Paolucci e Saverio Costanzo

### Trama
Elena inizia a frequentare il ginnasio, ma capisce che Lila – anche se più sfortunata di lei, costretta a lavorare ogni giorno col padre e il fratello – rimane il suo punto di riferimento. Non solo sembra ancora più dotata di lei, ma nel frattempo tutti i ragazzi del Rione la osservano con desiderio. Tra i tanti, le si avvicina anche Marcello Solara, figlio di don Silvio.
Lila però non ha alcun problema ad allontanarlo, sebbene il ragazzo sia potente e pericoloso. Infine Lila accetta l'invito a passare il Capodanno insieme a Stefano Carracci, il figlio di don Achille, che si comporta in maniera diversa rispetto al padre, dando un taglio netto al passato e festeggiando a casa sua con tutto il rione. È in quella serata di festa, però, che Lila vive un episodio spiacevole. Durante i festeggiamenti del Capodanno, Rino, fratello maggiore di Lila, dà vita ad una guerra contro il terrazzo dove si trovano i fratelli Solara che, provocati, lanciano prima dei petardi e poi cominciano a sparare. Intanto Elena, che continua a non piacersi, si fidanza con Gino, un ragazzo magrolino e senza grandi qualità, anche se continua a sognare Nino Sarratore, di cui è innamorata da quando era una bambina.
- Altri interpreti: Giovanni Amura (Stefano Carracci), Consiglia Aprovidolo (Condomina), Sergio Basile (Professor Gerace), Giovanni Buselli (Enzo Scanno), Matteo Castaldo (Peppe Greco), Anna Cerchia (Condomina), Marina Cioppa (Assunta Scanno), Francesco Coraggio (Quarto figlio Cerullo), Fabrizio Cottone (Alfonso Carracci), Gennaro De Stefano (Rino Cerullo), Chiara Di Costanzo (Condomina), Pina Di Gennaro (Melina Cappuccio), Loredana Di Martino (Condomina), Patrizia Di Martino (Rosa Spagnuolo), Giuseppe Donnarumma (Terzo figlio Cerullo), Elvis Esposito (Marcello Solara), Sarah Falanga (Maria Carracci), Sara Fedele (Seconda figlia Scanno), Cristina Fraticola (Elisa Greco), Giuseppe Gavazzi (Giocatore Bar Solara), Christian Giroso (Antonio Cappuccio), Rosaria Langellotto (Gigliola Spagnuolo), Antonio Maglione (Alfonso), Ulrike Migliaresi (Ada Cappuccio), Raffaele Nocerino (Gianni Greco), Riccardo Palmieri (Gino), Francesca Pezzella (Carmela Peluso), Sofia Piccirillo (Terza figlia Peluso), Ciro Pugliese (Nicola Scanno), Anna Redi (Professoressa Galiani), Mimmo Ruggiero (Signor Spagnuolo), Pasquale Russo (Collega di Vittorio Greco), Eduardo Scarpetta (Pasquale Peluso), Francesco Serpico (Nino Sarratore), Federica Sollazzo (Pinuccia Carracci), Chiara Stella (Quarta figlia Peluso), Matteo Taurino (Terzo figlio Cappuccio), Vittorio Viviani (Maestro Ferraro), Ilenia Zanfardino (Quarta figlia Cappuccio), Lia Zinno (Giuseppina Peluso).
- Ascolti USA: telespettatori 151 000 – rating 18-49 anni 0,02%[9].
- Ascolti Italia: telespettatori 6 725 000 – share 32,5%[7].

## Le scarpe
- Titolo inglese: The Shoes
- Diretto da: Saverio Costanzo
- Scritto da: Elena Ferrante, Francesco Piccolo, Laura Paolucci e Saverio Costanzo

### Trama
Marcello, innamorato di Lila da tempo, riesce a conquistare la fiducia prima di Rino e poi di Fernando Cerullo, finendo per chiedere la mano di Lila. Il ragazzo, che vuole a tutti i costi sposarla, arriva a regalare qualsiasi cosa alla famiglia, anche un televisore nuovo. Marcello sembra essere davvero innamorato della ragazzina e pronto a fare qualsiasi cosa per lei. Lila però lo rifiuta senza mezzi termini, perché non vuole avere niente a che fare con un ragazzo violento come lui. Quello che Lila ha visto in altre occasioni la porta a capire che la decisione di sposare Marcello non è quella giusta.
Nel frattempo Lila, insieme a suo fratello Rino, progetta un paio di scarpe da passeggio originali e moderne, scarpe che a suo padre Fernando non piacciono. Marcello però non demorde e, dopo aver aiutato Rino durante una rissa scoppiata nel centro di Napoli per futili motivi, guadagna la sua fiducia ed entra in casa Cerullo, finge di interessarsi alle scarpe di Lila e infine chiede la mano della figlia a Fernando. Per Lila le scarpe nuove sono importantissime: non avendo potuto studiare, adesso spera che, almeno nella sua arte, possa trovare quella scalata sociale che tanto desidera. Ma è una donna e, nonostante l'appoggio di suo fratello, non riesce a ottenere quello che vuole.
Elena è dispiaciuta perché non può aiutare l'amica: su consiglio della vecchia maestra delle elementari, quell'estate deve partire per Ischia. Lila però non ce l'ha con lei e l'invita a divertirsi e la stessa Elena si rende conto che finalmente potrà assaporare la libertà che le è sempre mancata.
- Altri interpreti: Sergio Basile (Professor Gerace), Giovanni Buselli (Enzo Scanno), Corradino Campofreda (Negoziante di scarpe), Francesco Coraggio (Quarto figlio Cerullo), Fabrizio Cottone (Alfonso Carracci), Evelina De Felice (Condomina), Gennaro De Stefano (Rino Cerullo), Chiara Di Costanzo (Condomina), Pina Di Gennaro (Melina Cappuccio), Loredana Di Martino (Condomina), Giuseppe Donnarumma (Terzo figlio Cerullo), Elvis Esposito (Marcello Solara), Rosaria Langellotto (Gigliola Spagnuolo), Ulrike Migliaresi (Ada Cappuccio), Riccardo Palmieri (Gino), Francesco Pellegrino (Ragazzo canottiere con pullover bianco), Francesca Pezzella (Carmela Peluso), Carmen Pommella (Condomina), Anna Redi (Professoressa Galiani), Eduardo Scarpetta (Pasquale Peluso), Francesco Serpico (Nino Sarratore), Francesca Somma (Ragazza con bombetta).
- Ascolti USA: telespettatori 291 000 – rating 18-49 anni 0,06%[10].
- Ascolti Italia: telespettatori 6 699 000 – share 28,7%[11].

## L'isola
- Titolo inglese: The Island
- Diretto da: Saverio Costanzo
- Scritto da: Elena Ferrante, Francesco Piccolo, Laura Paolucci e Saverio Costanzo

### Trama
Ospite di Nella Incardo, una cugina della maestra Oliviero, a Ischia Elena ritrova per caso i Sarratore che stanno passando lì le vacanze. L'occasione di poter stare accanto a Nino le fa provare emozioni nuove, ma il ragazzo va e viene dall'isola per cercare di evitare il più possibile il contatto con il padre, Donato, con cui non ha un buon rapporto. Elena così impara a conoscere anche la famiglia di Nino: Donato, simpatico e carismatico; la sorella Marisa, che stravede per il padre, e la madre Lidia, perdutamente innamorata del marito. Nino è diversissimo da loro, silenzioso e perfino scontroso. Elena però gli sta il più possibile intorno e una notte i due si scambiano un bacio molto casto sulla spiaggia.
Quando però viene a sapere da una lettera di Lila che la sua amica è in difficoltà per le insistenze di Marcello Solara, Elena decide che tornerà a casa il prima possibile. È il giorno del suo quindicesimo compleanno e Donato Sarratore le chiede di rimanere ancora un po' con loro: quella notte la molesta sessualmente. La mattina seguente Elena fugge dall'isola. Lila nel frattempo ha ricevuto un anello di fidanzamento da parte di Marcello Solara ma, con disapprovazione della sua stessa famiglia, rifiuta di sposarlo.
- Altri interpreti: Ciro Alario (Giocatore Bar Solara), Giovanni Arcamone (Postino Ischia), Federica Barbuto (Clelia Sarratore), Matilda Bianchetti (Bambina inglese), Catello Buonomo (Pino Sarratore), Matteo Castaldo (Peppe Greco), Anna Cerchia (Condomina), Francesco Coraggio (Quarto figlio Cerullo), Miriam D'Angelo (Marisa Sarratore), Tim Daish (Signore inglese a Ischia), Gennaro De Stefano (Rino Cerullo), Chiara Di Costanzo (Condomina), Pina Di Gennaro (Melina Cappuccio), Giuseppe Donnarumma (Terzo figlio Cerullo), Elvis Esposito (Marcello Solara), Cristina Fraticola (Elisa Greco), Mattia Iapigio (Ciro Sarratore), Gabriele Lucernoni (Bambino inglese), Elisabeth McCreton (Signora inglese a Ischia), Ulrike Migliaresi (Ada Cappuccio), Raffaele Nocerino (Gianni Greco), Fabrizia Sacchi (Lidia Sarratore), Francesco Serpico (Nino Sarratore), Emanuele Valenti (Donato Sarratore).
- Ascolti USA: telespettatori 210 000 – rating 18-49 anni 0,03%[12]
- Ascolti Italia: telespettatori 6 699 000 – share 28,7%[11]
- Nota: a differenza di quella integrale trasmessa da HBO e distribuita da TIMvision, la versione di questo episodio trasmessa su Rai 1 non presenta alcune inquadrature nella scena di molestia sessuale.

## I fidanzati
- Titolo inglese: The Fiancés
- Diretto da: Saverio Costanzo
- Scritto da: Elena Ferrante, Francesco Piccolo, Laura Paolucci e Saverio Costanzo

### Trama
Tornata a Napoli, Elena non ha il coraggio di confidare ad alcuno ciò che le è capitato, nemmeno a Lila che intanto le racconta le novità estive. Anche se i suoi genitori la ritengono impegnata con Marcello Solara, Lila non ha problemi a farsi vedere in giro in compagnia di Stefano Carracci e in breve tempo si fidanza con lui e progetta già il matrimonio.
Stefano la vizia, la riempie di regali e, ammaliato dai progetti delle scarpe, decide di entrare in affari con i Cerullo, producendo quei modelli immaginati da Lila quando era ancora una bambina. In poco tempo Lila cambia, si dà molte arie e questo provoca l'invidia degli altri ragazzi del Rione. Lila sta costruendo la sua nuova casa, lontano dalla povertà del rione. Elena, per cercare di rimanere al passo dell'amica, si fidanza con Antonio, per il quale però non prova vero affetto. Antonio invece è innamoratissimo di Elena e per lei farebbe qualsiasi cosa.
Elena, rendendosi conto di non amare Antonio, prova a chiedere alla sua amica se lei invece ama davvero Stefano. Lila le risponde dì sì, gli vuole più bene di quanto ne vuole al fratello o ai genitori ma, aggiunge, non tanto quanto ne vuole a lei. Fervono i preparativi ed Elena deve stare al fianco della sua amica. Sembra la sola a saper gestire Lila e il rapporto che lei ha con sua cognata Pinuccia e con sua suocera, e la stessa Lila nota come, a differenza di lei, Elena abbia il talento di farsi voler bene da tutti.
- Altri interpreti: Ciro Alario (Giocatore Bar Solara), Giovanni Amura (Stefano Carracci), Consiglia Aprovidolo (Condomina), Sergio Basile (Professor Gerace), Giovanni Buselli (Enzo Scanno), Matteo Castaldo (Peppe Greco), Anna Cerchia (Condomina), Valentina Ceriello (Condomina), Grazia Chianese (Figlia grande di Jolanda), Fabiana Ciancio (Condomina), Francesco Coraggio (Quarto figlio Cerullo), Antonella Corsale (Condomina), Fabrizio Cottone (Alfonso Carracci), Evelina De Felice (Condomina), Gennaro De Stefano (Rino Cerullo), Chiara Di Costanzo (Condomina), Pina Di Gennaro (Melina Cappuccio), Antonio Di Nota (Giocatore Bar Solara), Giuseppe Donnarumma (Terzo figlio Cerullo), Elvis Esposito (Marcello Solara), Sarah Falanga (Maria Carracci), Cristina Fraticola (Elisa Greco), Giuseppe Gavazzi (Giocatore Bar Solara), Christian Giroso (Antonio Cappuccio), Rosaria Langellotto (Gigliola Spagnuolo), Ulrike Migliaresi (Ada Cappuccio), Antonio Milo (Silvio Solara), Raffaele Nocerino (Gianni Greco), Riccardo Palmieri (Gino), Francesca Pezzella (Carmela Peluso), Carmen Pommella (Condomina), Eduardo Scarpetta (Pasquale Peluso), Francesco Serpico (Nino Sarratore), Federica Sollazzo (Pinuccia Carracci), Matteo Taurino (Terzo figlio Cappuccio), Emanuele Valenti (Donato Sarratore), Ilenia Zanfardino (Quarta figlia Cappuccio).
- Ascolti USA: telespettatori 291 000 – rating 18-49 anni 0,08%[13].
- Ascolti Italia: telespettatori 6 974 000 – share 27,7%[14].

## La promessa
- Titolo inglese: The Promise
- Diretto da: Saverio Costanzo
- Scritto da: Elena Ferrante, Francesco Piccolo, Laura Paolucci e Saverio Costanzo

### Trama
Quando le scarpe Cerullo non si vendono, Fernando e Stefano capiscono che per non far chiudere la loro impresa devono chiedere aiuto ai Solara, che sicuramente riusciranno a piazzare quelle calzature da signori anche al di fuori del Rione. I Solara accettano, ma a una condizione: Silvio dovrà fare da testimone. Lila non ne vuole sapere e il matrimonio rischia di saltare, ma l'intervento di Elena fa rientrare l'emergenza e i promessi sposi arrivano a un patto: Silvio farà da testimone, ma Marcello non dovrà presenziare al matrimonio. Nino intanto chiede a Elena di scrivere per una piccola rivista un articolo e lei accetta emozionata. Si farà aiutare da Lila, in cui riconosce ancora un'autorità.
Prima della cerimonia, Lila fa promettere a Elena di proseguire gli studi dopo il diploma, insistendo sul fatto che Elena deve cogliere le opportunità che lei non ha mai avuto. Durante il matrimonio, Elena viene a scoprire che il suo articolo non è stato pubblicato e questo piccolo fatto la rattrista. Non solo: Elena ha una forte discussione con Antonio. Il giovane infatti si rende conto che Elena non lo ama e decide di lasciarla. Elena si giustifica dicendo che è stata lontana da lui solo perché sua madre glielo ha chiesto, ma in realtà aveva un solo pensiero in quella serata: parlare con Nino. Il giorno del matrimonio perfetto di Lila si trasforma per la ragazzina in un vero e proprio incubo quando, durante il taglio della torta, fa il suo ingresso nella sala del ristorante Marcello Solara. Lila rimane in lacrime quando vede che, come ulteriore affronto, Marcello indossa le prime scarpe che lei aveva prodotto da bambina e che Stefano custodiva gelosamente.
- Altri interpreti: Ciro Alario (Giocatore Bar Solara), Stefania Aluzzi (Donna con il cappello), Giovanni Amura (Stefano Carracci), Consiglia Aprovidolo (Condomina), Giovanni Buselli (Enzo Scanno), Matteo Castaldo (Peppe Greco), Anna Cerchia (Condomina), Valentina Ceriello (Condomina), Fabiana Ciancio (Condomina), Marina Cioppa (Assunta Scanno), Francesco Coraggio (Quarto figlio Cerullo), Antonella Corsale (Condomina), Antonello Cossia (Professore di religione del liceo), Fabrizio Cottone (Alfonso Carracci), Vincenzo Cuccurullo (Secondo figlio Spagnuolo), Miriam D'Angelo (Marisa Sarratore), Evelina De Felice (Condomina), Teresa Del Vecchio (Padrona del negozio da sposa), Gennaro De Stefano (Rino Cerullo), Chiara Di Costanzo (Condomina), Pina Di Gennaro (Melina Cappuccio), Loredana Di Martino (Condomina), Patrizia Di Martino (Rosa Spagnuolo), Antonio Di Nota (Giocatore Bar Solara), Giuseppe Donnarumma (Terzo figlio Cerullo), Elvis Esposito (Marcello Solara), Sarah Falanga (Maria Carracci), Sara Fedele (Seconda figlia Scanno), Cristina Fraticola (Elisa Greco), Giuseppe Gavazzi (Giocatore Bar Solara), Christian Giroso (Antonio Cappuccio), Rosaria Langellotto (Gigliola Spagnuolo), Alessandro Manna (Terzo figlio Spagnuolo), Ulrike Migliaresi (Ada Cappuccio), Antonio Milo (Silvio Solara), Raffaele Nocerino (Gianni Greco), Riccardo Palmieri (Gino), Francesca Pezzella (Carmela Peluso), Sofia Piccirillo (Terza figlia Peluso), Carmen Pommella (Condomina), Ciro Pugliese (Nicola Scanno), Anna Redi (Professoressa Galiani), Mimmo Ruggiero (Signor Spagnuolo), Eduardo Scarpetta (Pasquale Peluso), Francesco Serpico (Nino Sarratore), Federica Sollazzo (Pinuccia Carracci), Chiara Stella (Quarta figlia Peluso), Matteo Taurino (Terzo figlio Cappuccio), Vittorio Viviani (Maestro Ferraro), Ilenia Zanfardino (Quarta figlia Cappuccio), Lia Zinno (Giuseppina Peluso).
- Ascolti USA: telespettatori 228 000 – rating 18-49 anni 0,04%[15].
- Ascolti Italia: telespettatori 6 620 000 – share 33,1%[14].